# Ofra (Siedlung)
Ofra (hebräisch עֹפְרָה, arabisch عوفرا) ist eine israelische Siedlung im nördlichen Westjordanland. Die Siedlung wurde 1975 gegründet und nach dem biblischen Ort Ofra benannt (Josua 18,23), der sich hier im antiken Stammesgebiet Benjamin befand. Dementsprechend gehört Ofra heute zur Regionalverwaltung Mateh Benjamin. Anfang 2022 hatte Ofra 3.003 Einwohner.
Die internationale Gemeinschaft betrachtet Ofra, wie alle israelischen Siedlungen in den seit 1967 besetzten Gebieten, gemäß dem Völkerrecht als illegal. Israel bestreitet dies.

## Lage
Ofra liegt östlich der Israelischen Sperranlage, rund 15 Kilometer nördlich von Jerusalem und 8 Kilometer nördlich von Ramallah. Die Siedlung liegt unmittelbar an der Landstraße 60, die das nördliche Westjordanland mit Jerusalem verbindet. In direkter Nachbarschaft zu Ofra befinden sich die palästinensischen Ortschaften Silwad und Ein Yabrud.
Östlich von Ofra befand sich bis zu seinem Abriss im Jahr 2017 der illegale Außenposten Amona.

## Geschichte
Am 3. März 2002 sind in der Nähe der Ortschaft Ofra zehn Israelis getötet und mindestens sechs zum Teil schwer verletzt worden, als ein palästinensischer Terrorist an einem Straßenkontrollpunkt mit einem Gewehr wahllos auf israelische Passanten und Soldaten und auch auf Rettungshelfer schoss.
Am 6. April 2017 wurde an einer Bushaltestelle am Ortseingang von Ofra ein 20-jähriger israelischer Soldat getötet und ein weiterer Soldat verletzt, als ein palästinensischer Attentäter mit seinem Auto in die Menschengruppe fuhr.
Am 9. Dezember 2018 schoss ein Palästinenser aus einem vorbeifahrenden Auto auf israelische Zivilisten, die an einer Bushaltestelle außerhalb der Siedlung standen. Sieben Menschen wurden dabei verletzt; unter ihnen eine schwangere Frau, deren ungeborenes Kind in Folge der Verletzungen starb.

## Landfrage
Ofra wurde auf Land errichtet, was nach Angaben der palästinensischen NGO Applied Research Institute – Jerusalem (ARIJ) von den umliegenden Dörfern Ein Yabrud, Silwad und Taybeh beschlagnahmt wurde. Nach Angaben von B’Tselem liegen große Teile der Siedlung auf sich in palästinensischem Privatbesitz befindendem Land, was sie auch nach israelischem Recht illegal machen würde. Der damalige stellvertretende Ministerpräsident Israels, Chaim Ramon, sprach 2008 sogar davon, dass sich alle Häuser der Siedlung auf Land in palästinensischem Privatbesitz befänden.
Das Oberste Gericht Israels ordnete im Februar 2015 den Abriss von neun Häusern in der Siedlung an, da diese sich auf Privatland befinden. Die entsprechenden Gebäude wurden Ende Februar 2017 unter Protesten von Siedlern geräumt und später abgerissen.